# Jan Władysław Rozwadowski
Jan Władysław Tomasz Jordan Rozwadowski herbu Trąby (ur. 23 listopada 1889 w Majdanie Starym, zm. 1940 w Kijowie) – pułkownik dyplomowany kawalerii Wojska Polskiego, teoretyk wojskowości, kawaler Orderu Virtuti Militari, ofiara zbrodni katyńskiej.

## Życiorys
Pochodził z tuchowskiej rodziny Jordan Rozwadowskich herbu Trąby. Urodził się 23 listopada 1889 w Majdanie Starym jako drugie dziecko Bronisława Rozwadowskiego (zm. 1912) i Wandy z domu Karniewskiej (zmarła przedwcześnie). Jego rodzeństwem byli Cecylia, Marta, Janina i Antoni (ur. 1887). Od 1899 uczył się w szkole realnej w Koszycach, a od 1903 odbywał naukę w niższej i średniej Szkole Kadetów Kawalerii w Hranicy. W sierpniu 1909 ukończył Terezjańską Akademię Wojskową w Wiener Neustadt, uzyskując w C. K. Armii stopień podporucznika kawalerii z dniem 1 września 1909. Następnie służył w 4 pułku Ułanów Cesarza w Żółkwi, a od około 1912 w Wiener Neustadt (porucznikiem był tam także jego brat Antoni Rozwadowski). Od 1913 do 1914 studiował w szkole wojennej w Wiedniu, uzyskując awans na stopień porucznika kawalerii z dniem 1 maja 1914
Podczas I wojny światowej pozostawał oficerem macierzystego 4 pułku ułanów, skąd został przydzielony do sztabu generalnego. Został odkomenderowany do Twierdzy Przemyśl, gdzie w 1915 trafił do niewoli rosyjskiej. Przebywał w niej wraz z bratem Antonim do 1918, po czym powrócili z dalekiego wschodu do Lwowa. Po zwolnieniu, w stopniu rotmistrza, ponownie służył w sztabie austriackiej armii, 12 Brygady Piechoty. Brał udział w walkach na froncie włoskim.
Po odzyskaniu przez Polskę niepodległości 29 listopada 1918 został przyjęty do Wojska Polskiego. Uczestniczył w wojnie polsko-ukraińskiej na stanowisku szefa sztabu Grupy Operacyjnej płk. Henryka Minkiewicza na froncie galicyjskim w okolicach Chyrowa. Współpracował ze sztabem gen. Wacława Iwaszkiewicza (był zastępcą szefa sztabu Dowództwa Frontu Galicyjsko-Wołyńskiego), następnie gen. Tadeusza Rozwadowskiego. Później podczas wojny polsko-bolszewickiej od października 1919 do marca 1920 służył w Oddziale III Naczelnego Dowództwa Wojska Polskiego. Współpracował wówczas z mjr. Charles’em de Gaulle’em ze sztabu francuskiego gen. Maxime'a Weyganda. Następnie pracował jako szef Oddziału IV Dowództwa 6 Armii, szef sztabu 2 Dywizji Jazdy, zastępca szefa sztabu Dowództwa Frontu Małopolskiego i na koniec jako szef sztabu 12 Dywizji Piechoty.
Po ustaniu działań bojowych został zastępcą szefa sztabu Dowództwa Okręgu Korpusu Nr VI we Lwowie. 3 maja 1922 roku został zweryfikowany w stopniu majora ze starszeństwem z dniem 1 czerwca 1919 roku i 67. lokatą w korpusie oficerów jazdy (od 1924 roku – kawalerii), a jego oddziałem macierzystym był wówczas 6 pułk Ułanów Kaniowskich. Od 1922 do 1923 był zastępcą dowódcy 8 pułku Ułanów Księcia Józefa Poniatowskiego w Krakowie. W latach 1923–1925 był słuchaczem Wyższej Szkoły Wojennej w Paryżu. Z dniem 1 stycznia 1926 roku został przeniesiony do kadry oficerów kawalerii z równoczesnym przeniesieniem służbowym do Biura Ścisłej Rady Wojennej na przeciąg dwóch miesięcy. Z dniem 1 września 1926 roku został przydzielony do Gabinetu Wojskowego Generalnego Inspektora Sił Zbrojnych w Warszawie. Od 1927 do 1931 był dowódcą 3 pułku strzelców konnych w Wołkowysku. Został awansowany do stopnia pułkownika kawalerii ze starszeństwem z dniem 1 stycznia 1928, w 1928 zweryfikowany z 6 lokatą w korpusie oficerów kawalerii. W 1931 został zwolniony ze stanowiska dowódcy 3 pułku strzelców konnych z równoczesnym przydzieleniem do Wojskowego Biura Historycznego. W 1932 pozostawał oficerem WBH. Był teoretykiem wojskowości, publikował swoje prace. Z dniem 31 marca 1933 został przeniesiony z dyspozycji dowódcy Okręgu Korpusu Nr I w stan spoczynku.
W latach 20. usynowiła go hrabina Ludwika Rozwadowska, z domu Zamoyska. Pierwotnie Jan Władysław Rozwadowski został dziedzicem majątku i pałacu w Tuchowie, gdzie się wcześniej wychowywał. Jego żoną została Teresa, z domu Janota Bzowska, herbu Nowina (siostra jego kolegi z 8 pułku ułanów, ppłk. Władysława Bzowskiego oraz siostrzenica gen. Józefa Dowbor-Muśnickiego). Ślubu parze udzielił w 1927 kard. Aleksander Kakowski. Zamieszkali następnie w wilii na Saskiej Kępie. Małżeństwa nie zaakceptowała hrabina Rozwadowska, wskutek czego nie uczyniła ostatecznie Jana Władysława spadkobiercą Tuchowa (zmarła w 1928). Mimo tego objął on dobra w miejscowościach: Dębiny, Łówcze i Zamczyska, położone w powiecie radziechowskim. Jan i Teresa Rozwadowscy mieli syna Pawła (1930–2012). Po 1934 rodzina zamieszkiwała we Lwowie przy ulicy Wincentego Pola 7.
Po wybuchu II wojny światowej nie otrzymał przydziału mobilizacyjnego. W czasie kampanii wrześniowej był organizatorem Straży Obywatelskiej we Lwowie. Po agresji ZSRR na Polskę z 17 września 1939 został aresztowany przez Sowietów w domu 6 grudnia 1939. Był przetrzymywany we lwowskich więzieniach Brygidki i na Zamarstynowie. Miał być także osadzony w obozie jenieckim w Starobielsku. W 1940 został przewieziony do więzienia przy ulicy Karolenkiwskiej 17 w Kijowie. Tam został zamordowany przez NKWD prawdopodobnie na wiosnę 1940. Jego nazwisko znalazło się na tzw. Ukraińskiej Liście Katyńskiej opublikowanej w 1994 (został wymieniony na liście wywózkowej 55/5-17 oznaczony numerem 2506). Ofiary tej części zbrodni katyńskiej zostały pochowane na otwartym w 2012 Polskim Cmentarzu Wojennym w Kijowie-Bykowni.

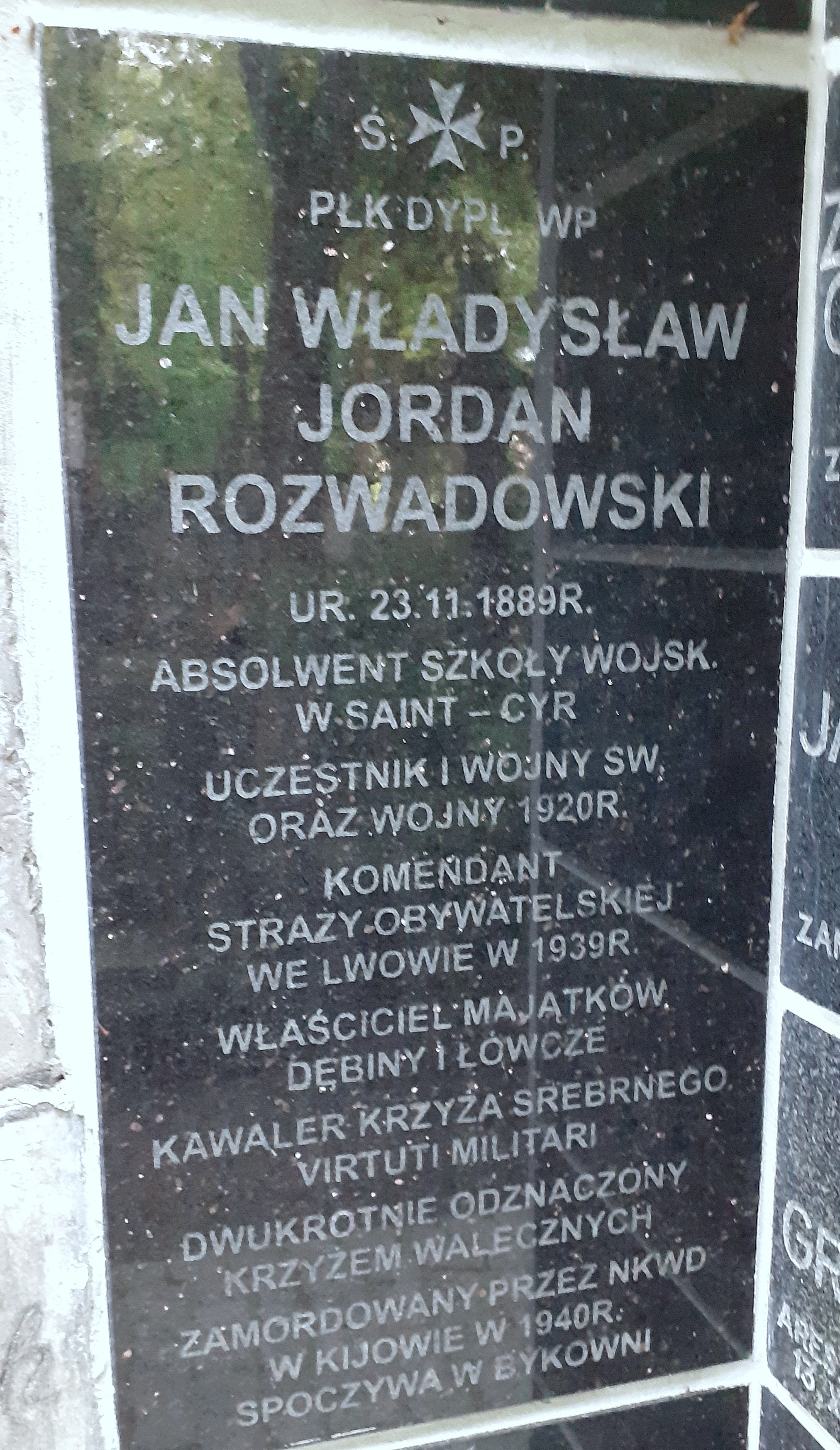
Tabliczka upamiętniająca na ścianie kościoła św. Karola Boromeusza w Warszawie

Jego brat, Antoni, także został oficerem kawalerii Wojska Polskiego, w stopniu majora. Ich krewnymi byli gen. Tadeusz Rozwadowski i płk tyt. Wiktor Rozwadowski, który także został zamordowany w części ukraińskiej zbrodni katyńskiej.

## Ordery i odznaczenia
- Krzyż Srebrny Orderu Wojskowego Virtuti Militari nr 2527 – 10 sierpnia 1922[28] (za organizację sztabu na froncie galicyjskim)[29]
- Krzyż Walecznych – dwukrotnie (1922)[30]
- Odznaka Pamiątkowa Generalnego Inspektora Sił Zbrojnych (12 maja 1936)
- Odznaka Pamiątkowa 3 pułku strzelców konnych[31]
- Krzyż Zasługi Wojskowej 3 klasy z dekoracją wojenną – Austro-Węgry (przed 1917)[11] z mieczami (przed 1918)[12]

## Upamiętnienie
26 kwietnia 2013, w ramach akcji „Katyń... pamiętamy” / „Katyń... Ocalić od zapomnienia”, na skwerze przy ulicy Ignacego Daszyńskiego w Tuchowie został zasadzony Dąb Pamięci honorujący Jana Władysława Rozwadowskiego.